# Norstedt
Norstedt (frisó septentrional Noorst, danès Nordsted ) és un municipi del districte de Nordfriesland, dins l'Amt Viöl, a l'estat alemany de Slesvig-Holstein. És a 16 kilòmetres de Husum. El 31 de desembre del 2023 tenia 387 habitants.